# Vålådalen

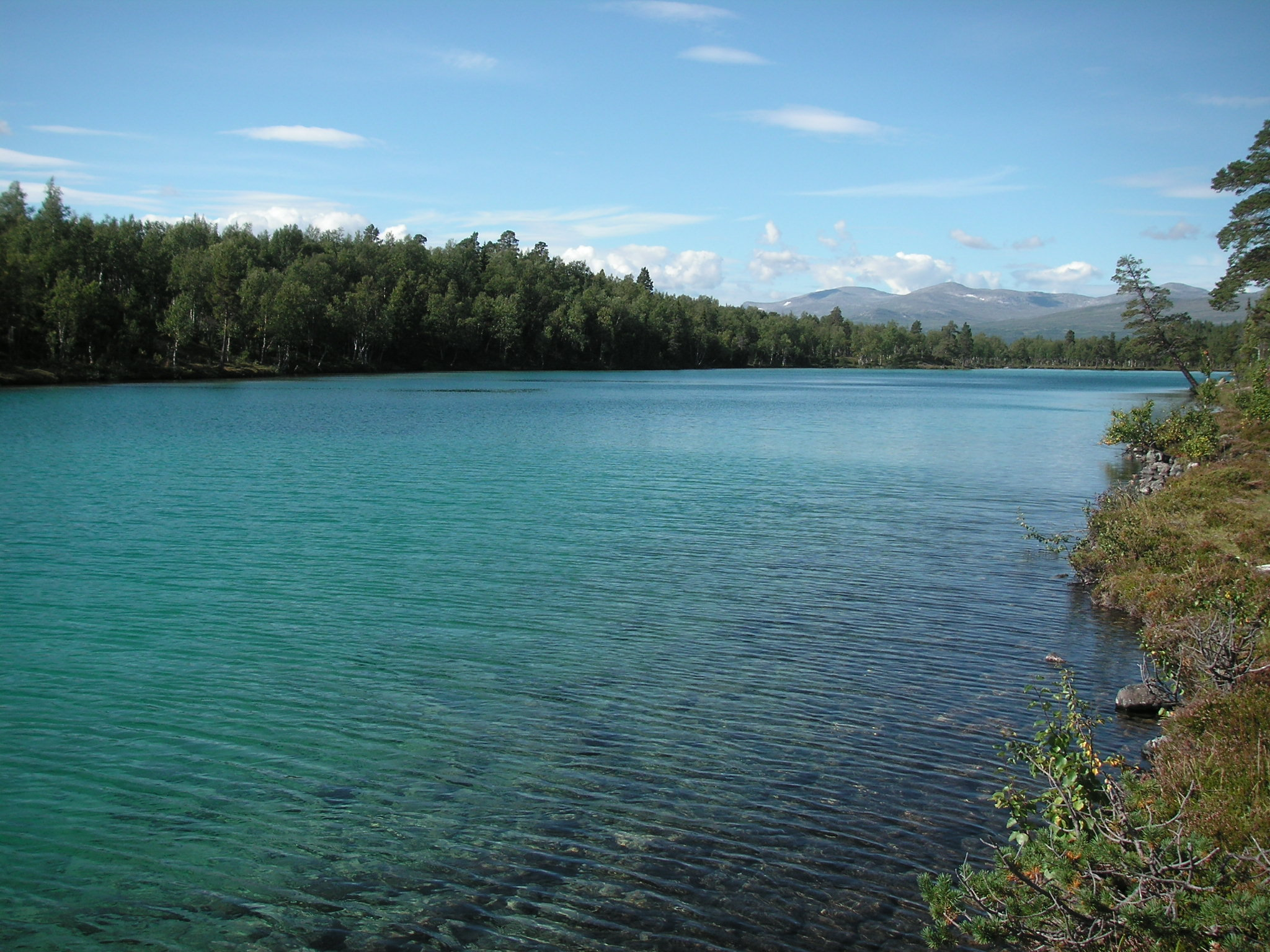
Blanktjärnarna

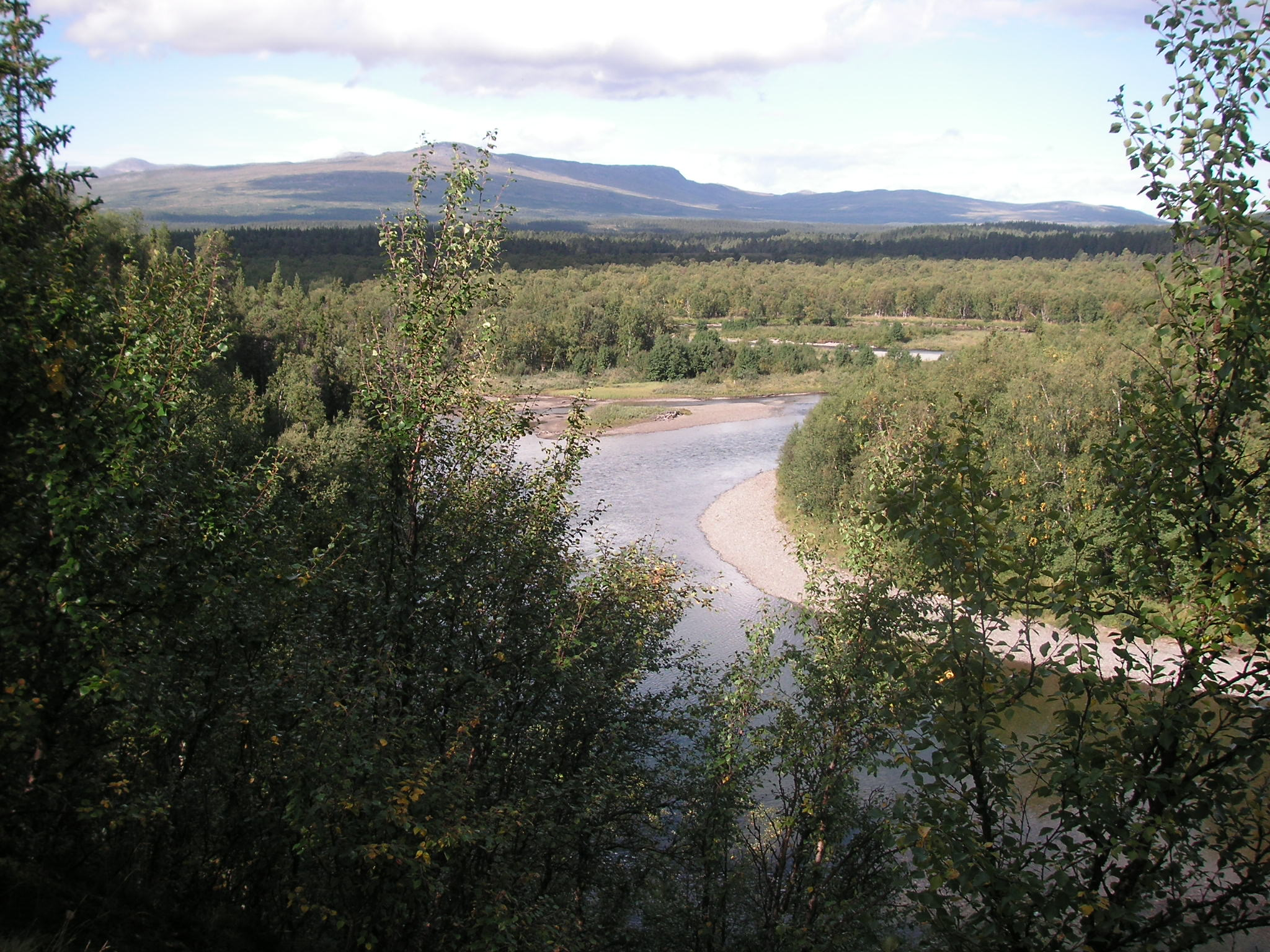
Vålån

Vålådalen ist ein Wintersportort in Jämtland in Schweden. Er liegt etwa 30 Kilometer südlich von Åre am Fuß des Ottfjälls. Im Ort befindet sich die Vålådalen Touristenstation/Fjällstation, die einst größte Anlage der Svenska Turistföreningen im Gebirge. Neben der Station, die mittlerweile privat bewirtschaftet wird, gibt es einige Villen und Ferienhäuser.

## Sportgeschichte
Vålådalen ist ein Teil der schwedischen Sportgeschichte. Mehrere Generationen schwedischer Sportler trainierten bei der Touristenstation. Das Moor unterhalb der Touristenstation heißt „Gunders Sumpf“, nach dem in den 1940er-Jahren erfolgreichen Läufer Gunder Hägg, der dort trainierte, unter anderem, indem er durch den feinkörnigen Sand um den nahegelegenen See Nulltjärn lief. Verschiedene schwedische Nationalmannschaften trainierten in Vålådalen, neben Leichtathleten unter anderem auch Boxer und Speedwayfahrer.
Gösta Olander, der Gründer der Station, galt um die Mitte des 20. Jahrhunderts als Guru der Sportwelt, und Nationalmannschaften vieler Länder hielten in den 1950er-Jahren Trainingslager in Vålådalen ab. Im Jahr 1972 starb Gösta Olander. Sein Haus ist heute ein Museum und enthält 600 katalogisierte Objekte, darunter Paavo Nurmis Spikeschuhen und Floyd Pattersons Boxhandschuhen.

## Service
Die Anlage bietet 200 Schlafplätze in Stugor, Hotelzimmern und Jugendherberge. Im Hauptgebäude befindet sich ein Restaurant mit Alkoholausschank sowie ein Geschäft, welches Lebensmittel, Handarbeitserzeugnisse und andere Waren verkauft.
In direktem Anschluss an die Anlage liegt eine Sauna und eine Erholungsabteilung mit offenem Feuer. Auch eine Loipe und Skipiste finden sich dort.

## Wanderwege
Vålådalen ist ein Ausgangspunkt für verschiedene Wanderwege. Es besteht die Möglichkeit zu kurzen Tagestouren in der Umgebung. Die bekanntesten Tagestouren führen zum feinen Sandstrand des Nulltjärn oder den Seen Östra Blanktjärnar mit klarem, smaragdgrünem Wasser.
Von Vålådalen führen Wanderwege zum Lunndörrsfjäll und Vålåvalen. Vom nahegelegenen Vallbo kann man 19 Kilometer zur Hütte Anarisstuga wandern. Eine Mehrtagestour von Vålådalen führt über Stensdalen und Gåsen nach Sylarna und Blåhammaren.

## Erreichbarkeit

### Zug
Der nächstgelegene Bahnhof ist Undersåker, 27 km von Vålådalen. Die Reisezeit von Stockholm beträgt etwa sieben Stunden.

### Auto
Vålådalen liegt 29 km abseits der Europastraße 14 östlich von Åre. Bei der Fjällstation befindet sich ein Parkplatz.

### Flugzeug
Flug zum Flughafen Åre Östersund. Von dort aus lässt sich Vålådalen mit Bus oder Zug via Östersund erreichen.